# Сталинград: Кучета, искате ли да живеете вечно?
„Сталинград: Кучета, искате ли да живеете вечно?“ (на немски: Hunde, wollt ihr ewig leben) е западногермански военен филм от 1959 година, чийто сюжет е базиран на едноименния роман на Фриц Вьос.
Действието във филма се развива около битката за Сталинград, а заглавието е заимствано от думите на пруския крал Фридрих Велики, когато вижда своите войници да бягат от обсадения Колин: „Вие, проклети разбойници, искате ли да живеете вечно?“.

## Сюжет
Младият лейтенант от вермахта, Визе (Йоахим Хансен) е изпратен да служи като офицер по свръзката с румънската армия, командвана от генерал Кодряну (Паул Хофман), при обсадата на Сталинград. Новият му командир майор Линкман (Волфганг Прайс) е жесток офицер, гледащ с пренебрежение на германските съюзници, което противоречи на възгледите на Визе.
Скоро след пристигането на Визе Червената армия обгражда германските сили, които са принудени да отстъпят навътре в града. По време на отстъплението Линкман се опитва да ги изостави. Визе убеждава сержант да пренебрегне заповед да изгорят депо за доставки и по този начин снабдяват с провизии изгладнелите и обезсърчени войници. В Сталинград отново попада под командването на Линкман и напрежението между тях се засилва, докато отчаянието сред войниците, умиращи от глад, се изостря, защото на 6-а армия, в която служат, е заповядано да задържи позициите. Визе е заловен от съветските войници, но рускинята Катя (Соня Зиеман), на която той е помогнал преди, го измъква и го връща в германските редици. Линкман се опитва да се предаде доброволно, но е застрелян от собствените си хора.
Когато командирът на 6-а армия генерал Фридрих Паулус (Вилмхелм Борхерт) заповядва капитулация, Визе и останалите живи германски войници са изпратени в лагер за военнопленници.

## В ролите
- Йоахим Хансен като старши лейтенант Визе
- Вилмхелм Борхерт като генерал Паулус
- Волфганг Прайс като майор Линкман
- Карл Ланге като генерал Фон Зайдлитц
- Хорст Франк като фелдфебел Бьозе
- Петер Карстен като ефрейтор Крамер
- Рихард Мюнх като старши лейтенант Кеселбах
- Гюнтер Пфицман като вахтмайстер Куновски
- Соня Зиеман като Катя
- Гунар Мьолер като лейтенант Фурман
- Паул Хофман като генерал Кодряну

## Награди и номинации
- Златна награда от „Германските филмови награди“ за изключителен игрален филм през (1959)
- Сребърна награда от „Германските филмови награди“ за най-добър режисьор на Франк Висбар (1959)
- Сребърна награда от „Германските филмови награди“ за най-добър дизайн на продукция на Валтер Хааг (1959)
- Номинация за Сребърна награда от „Германските филмови награди“ за най-добра второстепенна мъжка роля на Вилмхелм Борхерт (1959)
- Номинация за Сребърна награда от „Германските филмови награди“ за най-добра второстепенна мъжка роля на Волфганг Прайс (1959)
- Номинация за Златен лъв за най-добър филм от „Международния кинофестивал във Венеция“ (1959)[1]